# تاریخ مکزیک
تاریخ مکزیک (انگلیسی: History of Mexico) بیش از سه هزاره است. برای اولین بار در بیش از ۱۳۰۰۰ سال پیش، مکزیک مرکزی و جنوبی (به نام مزوآمریکا) شاهد ظهور و سقوط تمدن‌های پیچیده بومی بود. مکزیک بعداً به یک جامعه چند فرهنگی منحصر به فرد تبدیل شد. تمدنهای بین آمریکایی سیستمهای نوشتاری گلیف را توسعه دادند و تاریخ سیاسی فتوحات و فرمانروایان را ثبت کردند. به تاریخ بین‌النهرین قبل از ورود اروپایی‌ها، دوران پیش از اسپانیایی یا دوران قبل از کلمبیا گفته می‌شود. پس از استقلال مکزیک از اسپانیا در سال ۱۸۲۱، آشفتگی سیاسی کشور را درگیر کرد. فرانسه در دهه ۱۸۶۰ کنترل کشور را در دست گرفت، اما شورش مردمی این رژیم را سرنگون کرد. رشد مرفه آرام در اواخر قرن ۱۹ مشخص بود، اما انقلاب مکزیک در سال ۱۹۱۰ یک جنگ داخلی را به همراه داشت. با بازگشت آرامش در دهه ۱۹۲۰، رشد اقتصادی ثابت شد در حالی که رشد جمعیت سریع بود.